# Ozerki
Ozerki (tysk: Groß Lindenau) er en bosættelse i Kaliningrad oblast, det tidligere Østpreussen.